# Championnat National Intégral
Lo Championnat National Intégral è la massima competizione calcistica del Ciad, organizzata dalla Federazione calcistica del Ciad.

## Squadre 2024-2025
- Aiglons
- Algoy
- AS Coton Chad
- As Dgssie
- AS PSI
- Elect Sport N'Djamena
- Emat
- Foullah Edifice
- Galactik
- Gazelle
- Renaissance
- Stars J. Talents
- Tourbillon
- Yves

## Albo d'oro
- 1961-1962:  Renaissance
- 1962-1964: sconosciuto
- 1964-1965:  Renaissance
- 1965-1966:  Renaissance
- 1966-1971: sconosciuto
- 1971-1972:  Yal Club
- 1972-1973:  Yal Club
- 1973-1978:  sconosciuto
- 1978-1986: non disputato
- 1986-1987: sconosciuto
- 1988:  Elect Sport N'Djamena
- 1989:  Renaissance
- 1990:  Elect Sport N'Djamena
- 1991:  Tourbillon
- 1992:  Elect Sport N'Djamena
- 1993:  Postel 2000
- 1994:  Renaissance (Abéché)
- 1995:  Postel 2000
- 1996:  AS Coton Chad
- 1997:  Tourbillon
- 1998:  AS Coton Chad
- 1999:  Renaissance (Abéché)
- 2000:  Tourbillon
- 2001:  Tourbillon
- 2002:  Renaissance
- 2003:  Renaissance
- 2004:  Renaissance
- 2005:  Renaissance
- 2006:  Renaissance
- 2007:  Renaissance
- 2008:  Elect Sport N'Djamena
- 2009:  Gazelle
- 2010:  Tourbillon
- 2011:  Foullah Edifice
- 2012:  Gazelle
- 2013:  Foullah Edifice
- 2014:  Foullah Edifice
- 2015:  AS Coton Chad
- 2016: cancellato
- 2017: cancellato
- 2018:  Elect Sport N'Djamena
- 2019:  Elect Sport N'Djamena
- 2020:  Gazelle
- 2021: non disputato
- 2022:  Elect Sport N'Djamena
- 2023:  AS PSI
- 2023-2024:  AS PSI
- 2024-2025:  Elect Sport N'Djamena

## Classifica per club
| Club                  | Città     | Titoli | Anni                                                       |
| --------------------- | --------- | ------ | ---------------------------------------------------------- |
| Renaissance           | N'Djamena | 10     | 1962, 1965, 1966, 1989, 2002, 2003, 2004, 2005, 2006, 2007 |
| Elect Sport N'Djamena | N'Djamena | 8      | 1988, 1990, 1992, 2008, 2018, 2019, 2022, 2025             |
| Tourbillon            | N'Djamena | 5      | 1991, 1997, 2000, 2001, 2010                               |
| Foullah Edifice       | N'Djamena | 3      | 2011, 2013, 2014                                           |
| AS Coton Chad         | N'Djamena | 3      | 1996, 1998, 2015                                           |
| Gazelle               | N'Djamena | 3      | 2009, 2012, 2020                                           |
| Postel 2000           | N'Djamena | 2      | 1993, 1995                                                 |
| Renaissance (Abéché)  | Abéché    | 2      | 1994, 1999                                                 |
| AS PSI                | N'Djamena | 2      | 2023, 2024                                                 |
| Yal Club              | N'Djamena | 2      | 1972, 1973                                                 |